# Zodac
Zodac, izmišljeni lik iz Mattelove franšize Gospodari svemira; zagonetni kosmički zaštitnik koji je nekoć živio na planeti Eterniji i bio član Vijeća mudraca. Pojavljuje se kao neutralan lik, premda je njegova akcijska figura iz originalne linije bila napravljena na način da sugerira njegovu odanost Skeletorovim Zlim ratnicima. Njegovo ime se najčešće pojavljuje u obliku Zodac, ali ponekad i kao Zodak, naročito u animiranom izdanju He-Man i Gospodari svemira (2002. – 2004.) te u linijih novijih akcijskih figura u kojima se kao lik pojavljuje Zodak, koji je svoje ime uzeo u čast originalnog Zodaca.

## Povijest lika
Mattel je osmislio akcijsku figuru Zodaca za liniju Gospodari svemira još na samom početku, 1981. godine. Na ambalaži je ispod naziva lika stajalo Zli kosmički zaštitnik, što je sugeriralo njegovu odanost Zlim ratnicima. Također, sam lik je imao obilježja zlih ratnika, poput Skeletorovih demonskih nogu. Problem je bio i u tome što se nije pojavljivao kao lik ni u jednom od mini stripova koji su izlazili zajedno s figurama, što je dodatno bacalo tajanstvenost na njegov lik i priču.
Istodobno, u stripovima DC Comicsa je bio prikazivan kao neutralan lik koji balansira između timova dobrih i zlih. Budući da je kosmički zaštitnik, poznat mu je tajni identitet princa Adama.

## Televizijska adaptacija lika

### He-Man i Gospodari svemira (1983. – 1985.)
Lik Zodaca pojavljuje se u prve tri epizode prve sezone Filmationovog animiranog serijala He-Man i Gospodari svemira u kojem se prikazuje kao neutralan, ali više naginje Herojskim ratnicima. Budući da se u epizodama u kojima se pojavljuje nikada ne prikazuje sa Skeletorom, obožavatelji animirane serije su vjerovali da je Zodac predstavnik strane dobra, zbog čega su bili dobrano iznenađeni kod kupnje njegove akcijske figure na kojoj je stajalo zli kosmički zaštitnik.

### He-Man i Gospodari svemira (2002. – 2004.)
Zodac ima veliku i važnu ulogu u drugoj sezoni animiranog serijala He-Man i Gospodari svemira s početka 2000-ih. Prikazano je kako je živio u pradavnim vremenima kada je planet Eterniju pokušao osvojiti Kralj Hsss sa svojim okrutnim Ljudima zmijama. Sjedište kralja Hissa bila je Zmijska planina u koju je bio doveo Zodacovog brata kao zarobljenika i pojeo ga kada se pretvorio u zmiju. Otada se Zodac želi osvetiti Kralju Hsss-u.
Zodac je bio član Vijeća staraca koje je uspjelo nadvladati kralja Hssss-a i Ljude zmije i protjerati ih u bezvremensku dimenziju u kojoj su ostali zarobljeni. Kasnije je Zodac napustio Vijeće staraca i otisnuo se daleko u svemir. Nakon što su se, poslije dugog vremena, Ljudi zmije uspjeli osloboditi svog zarobljeništva, Zodac se vratio na Eterniju kako bi se osvetio za smrt svog brata.

## Vanjske poveznice
- Zodac – he-man.fandom.com (engl.)